# Yosef Dov Soloveitchik (Beis Halevi)
Pour les articles homonymes, voir Soloveitchik.
Yosef Dov Soloveitchik (Beis Halevi) (né en 1820 à Niasvij, Empire russe, et mort le 1er mai 1892 à Brest, Empire russe, aujourd'hui en Biélorussie) est connu d'après le nom de son ouvrage Beis Halevi. Il est l'arrière petit-fils du rabbin  Haim de Volozhin, le père du rabbin Moshe Soloveichik, le grand-père du rabbin Joseph B. Soloveitchik.

## Biographie
Yosef Dov Soloveitchik est né en 1820 à Niasvij dans l'Empire russe. Il est le fils de Yitzchok Zeev Soloveitchik et de Rivka Shapira. Yitzchok Zeev Soloveitchik est né en 1800 à Kovno, aujourd'hui Kaunas Lituanie, et est mort en 1880. Il est le 
Av Beth Din de Kaunas. Relka Soloveitchik Shapiro (Itzkowitz) est née vers 1775. Elle est la fille de Haim de Volozhin. En premier mariage, elle est l'épouse du rabbin Moshe Kahana-Shapira, Hacohen et en deuxième mariage, l'épouse de Yitzchok Zeev Soloveitchik.
Yosef Dov Soloveitchik épouse une jeune fille du nom de Katznelson (?) dont il divorce. Il épouse ensuite Tzirel Soloveitchik (née Efron), née vers 1823 à Volojine, dans l'actuelle Biélorussie et morte en 1873 à Sloutsk. Ils ont cinq enfants dont le rabbin Chaim Soloveitchik, Av Beth Din de Brest, en actuelle Biélorussie. Il épouse ensuite Esther Baila Rubinlicht (née Temkin), veuve de Dov Rubinlicht. Ils ont trois enfants.

## Œuvres
- (he) Shu"t Beis Halevi (Responsa)
- (he) Beis Halevi al Hatorah (commentaire sur le Livre de la Genèse et le Livre de l'Exode